# Pamela Lyndon Travers
Pamela Lyndon Travers (nascuda Helen Lyndon Goff; Maryborough, Queensland, 9 d'agost de 1899 - Londres, 23 d'abril de 1996) va ser una escriptora, actriu i periodista australiana, creadora de la famosa mainadera de ficció Mary Poppins en el llibre del mateix nom.
El 1924 es trasllada a Anglaterra, on escriu sota el pseudònim de P.L. Travers. El 1933, comença a escriure la seva sèrie de novel·les infantils sobre la mística i màgica mainadera Mary Poppins. Durant la Segona Guerra Mundial, mentre treballa per al Ministeri d'Informació Britànic, Travers viatja a Nova York, on Roy Disney havia contactat amb ella perquè vengués els drets del personatge de Mary Poppins a Disney Studios per fer-lo servir en una pel·lícula.
Els seus populars llibres han estat adaptats moltes vegades al cinema i al teatre musical, especialment Mary Poppins, la pel·lícula de 1964 protagonitzada per Julie Andrews, i l'adaptació musical en escena de la pel·lícula originalment produïda a Londres en 2004 i estrenada a Broadway el 2006.
Pels seus serveis a la literatura, Travers va ser nomenada Oficial de l'Orde de l'Imperi Britànic per la Reina Isabel II el 1977.

## Primers anys
Helen Lyndon Goff (coneguda entre la seva família com a Lyndon) va néixer en Maryborough, Queensland, Austràlia. El seu pare, Travers Robert Goff, era d'ascendència irlandesa i nascut a Deptford, al sud de Londres, Anglaterra. Alcohòlic crònic, va fracassar en la seva carrera com a gerent de banc, i finalment va ser descendit al lloc de simple empleat. La mare de Travers va ser Margaret Agnes Morehead, neboda de Boyd Dunlop Morehead, primer ministre de Queensland de 1888 a 1890. L'ocupació del pare de Travers va portar la família a Allora, Queensland, en 1905, on va morir el pare a l'edat de 43 anys, quan ella tenia set anys i, encara que es va donar com a causa de la seva mort un atac epilèptic, ella sempre va creure que la causa va ser haver begut aigua no potable. Després de la mort del seu pare, Lyndon Goff, juntament amb la seva mare i les seves germanes, es va mudar a Bowral, Nova Gal·les del Sud en 1907, on va viure fins a 1917. Pamela Lyndon Travers va estudiar a l'escola de nenes Normanhurst en Ashfield, Sydney, durant la Primera Guerra Mundial.

## Carrera
Travers va començar a publicar els seus poemes quan era encara una adolescent i va escriure per a The Bulletin i Triad mentre es guanyava una reputació com a actriu. Va fer gires per Austràlia i Nova Zelanda, amb una companyia shakespeariana itinerant, abans d'anar de gira per Anglaterra en 1924. Allí es va dedicar a escriure sota el pseudònim P.L. Travers (les dues primeres inicials es van utilitzar per disfressar el seu nom de dona, una pràctica també adoptada per altres escriptores).
L'any 1925, mentre estava a Irlanda, Travers va conèixer el poeta William George Russell (AE), que, com a editor de The Irish Statesman, va acceptar publicar alguns dels seus poemes. A través de Russell, Travers va conèixer a William Butler Yeats i altres poetes irlandesos, la qual cosa va despertar el seu interès pel món de la mitologia. Més tard, el místic Gurdjieff va causar un gran efecte sobre ella.

## Mary Poppins

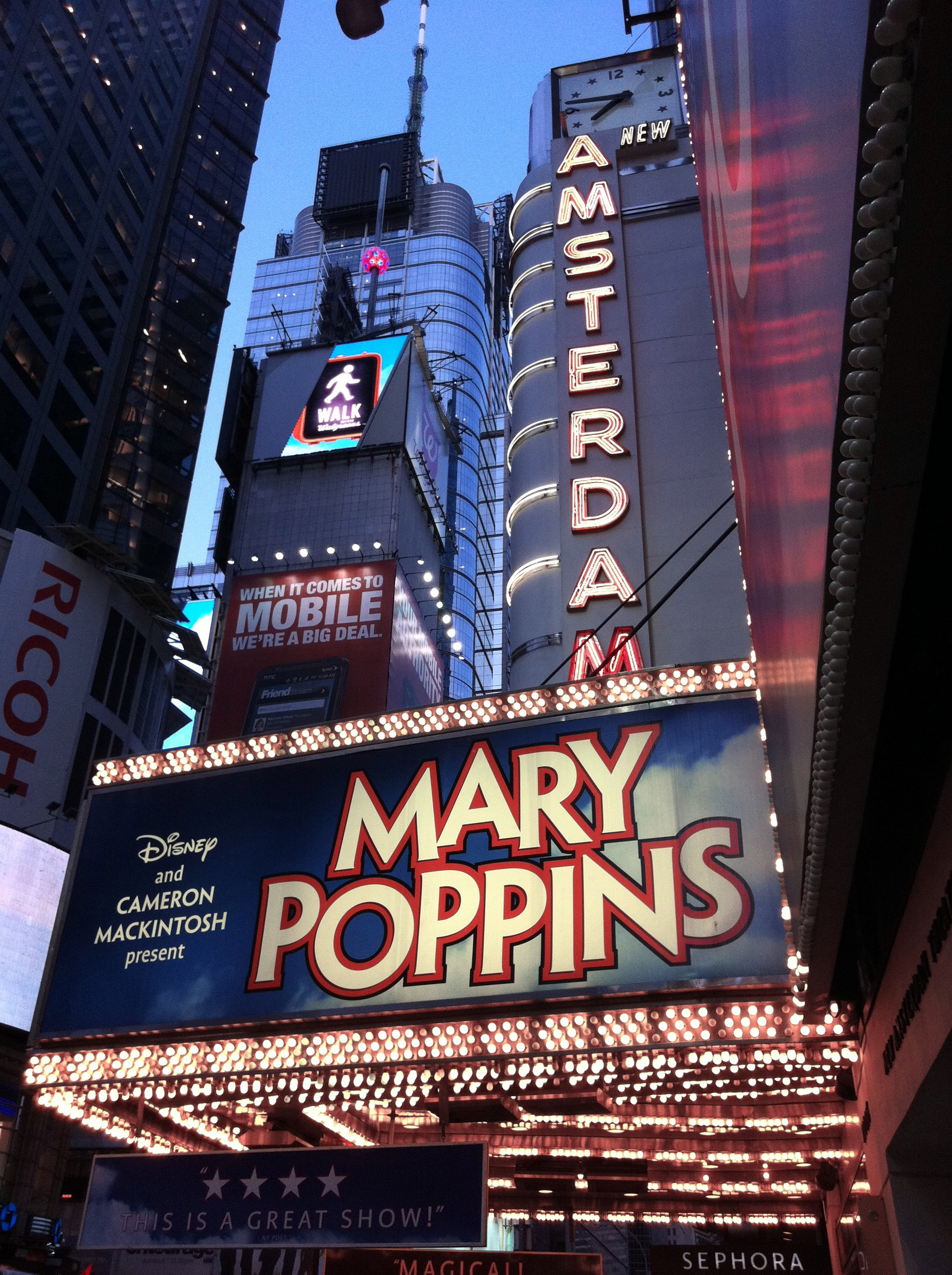
Mary Poppins al New Amsterdam Theatre de Broadway

Publicat a Londres el 1934, Mary Poppins va ser el primer èxit literari de Travers. El van seguir una sèrie de cinc seqüeles (l'última el 1988), així com altres novel·les, col·leccions de poesia i obres de no ficció. La companyia Disney va fer una adaptació musical de l'obra el 1964. Encara que va ser assessora de la producció, el personatge de Mary Poppins en la pel·lícula difereix de la concepció original de Travers i aquesta va ser la causa per la qual no va autoritzar l'adaptació de les quatre seqüeles següents de la novel·la, malgrat els intents de Disney de persuadir-la. Mentre apareixia com a convidada al programa de ràdio Desert Island Discs, de l'emissora de ràdio BBC Radio, 4 al maig de 1977, Travers va revelar que el nom «Mary Poppins» es va originar d'històries de la seva infància que ella havia creat per a les seves germanes, i que ella encara tenia un llibre d'aquesta edat amb aquest nom escrit dins. La bestia de Travers, Helen Morehead, que vivia a Woollahra, Sydney, solia dir «espit espot, al llit», la qual cosa va ser una possible inspiració per al personatge.

## Vida personal

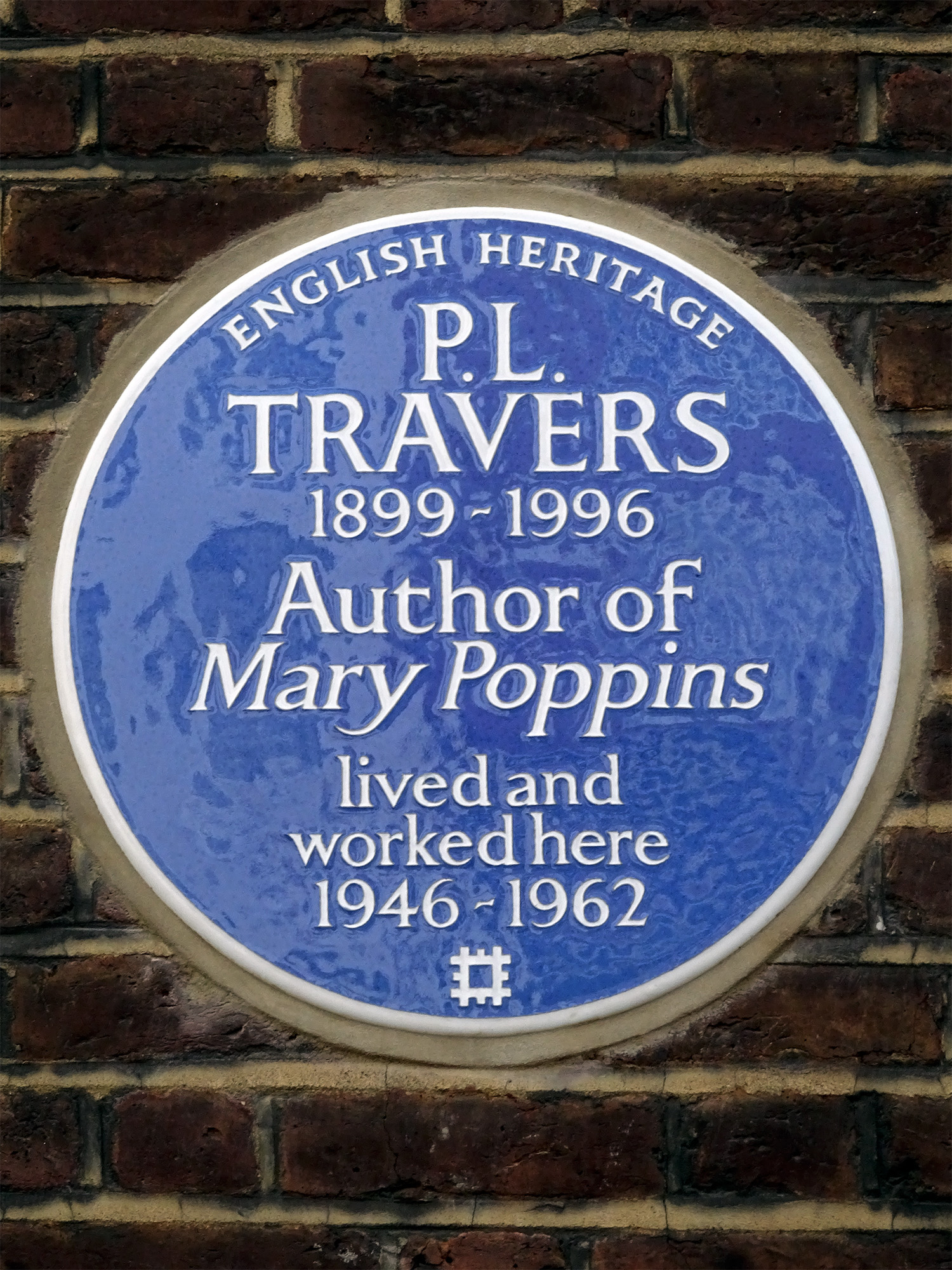
Placa commemorativa on Travers visqué, a vSmith Street, Chelsea, Londres

Encara que Travers va tenir moltes relacions fugaces amb homes al llarg de la seva vida, va viure durant més d'una dècada amb Magde Burnand, filla del dramaturg i ex editor de Punch, Sir Francis Burnand. Van compartir un apartament a Londres de 1927 a 1934, després es van mudar a una casa de camp a Sussex, on Travers va publicar el primer dels llibres de Mary Poppins. La seva amistat, en les paraules d'un biògraf, seria «intensa», però també igualment ambigua.
Als 40 anys, Travers va adoptar a un nen petit d'Irlanda que va anomenar Camillus Travers Hone, net de Joseph Hone, primer biògraf de W.B. Yeats, que va criar als seus set nets amb la seva dona. Camillus no va ser conscient de l'existència de la seva veritable família ni dels seus germans fins als 19 anys, quan un germà seu va arribar a Londres i va trucar a la porta de casa de Travers.
Travers va ser condecorada com a Oficial de l'Orde de l'Imperi Britànic el 1977. Va viure fins a una edat avançada, però la seva salut va ser delicada cap al final de la seva vida. Travers va morir a Londres el 23 d'abril de 1996 a l'edat de 96 anys.

## Llibres
A Espanya les aventures de Mary Poppins van ser publicades per l'Editorial Joventut a partir de 1943, amb les il·lustracions originals de Mary Shepard. Només se'n van publicar els següents títols:
| Data | Nom original                | Nom                        | 1a edició a Espanya      |
| ---- | --------------------------- | -------------------------- | ------------------------ |
| 1934 | Mary Poppins                | Mary Poppins               | Editorial Joventut, 1943 |
| 1935 | Mary Poppins Comes Back     | Ha tornat Mary Poppins     | Editorial Joventut, 1944 |
| 1943 | Mary Poppins opens the door | Mary Poppins obre la porta | Editorial Joventut, 1963 |
| 1952 | Mary Poppins in the Park    | Mary Poppins al parc       | Editorial Joventut, 1964 |

En 2002, l'editorial Aliança va publicar de nou els dos primers títols de la sèrie (Mary Poppins i Torna Mary Poppins) en la seva col·lecció «Biblioteca Juvenil».

## En cinema i televisió

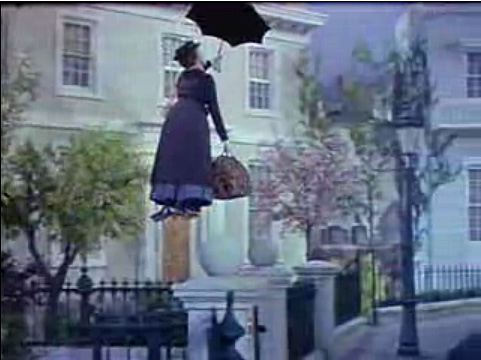
Mary Poppins arribant al Passatge dels Cirerers en la pel·lícula de Disney.

- Mary Poppins (1964) musical dirigit per Walt Disney i interpretat per Julie Andrews i Dick Van Dyke, basat en la novel·la del mateix nom.

- Mary Poppins (1979) versió soviètica amb proposta purament teatral.

- Adéu Mary Poppins (1983) és una altra versió soviètica concebuda com a miniserie musical en dues parts per TV, dirigida per Leonid Kvinikhidze.

- Saving Mr. Banks (2013). Interpretada per l'actriu Emma Thompson. Basada en la vida de P.L. Travers i en les dificultats que va tenir Disney per adquirir els drets per fer el guió de la pel·lícula Mary Poppins.

- Mary Poppins Returns (2018) Aquesta és la seqüela de Mary Poppins de 1964. La trama se situa en l'any de 1930 a Londres, on els nens Banks van créixer. Ja adult, Michael Banks i els seus 3 fills perden alguna cosa molt important. Mary Poppins apareix a ajudar-los juntament amb Jack. Serà protagonitzat per Emily Blunt com a Mary Poppins i Lin-Manuel Miranda com a Jack. I dirigida per Rob Marshall.